# Olivarez
Olivarez è un census-designated place degli Stati Uniti d'America situato nella contea di Hidalgo dello Stato del Texas.
La popolazione era di 3.827 persone al censimento del 2010. Fa parte dell'area metropolitana di McAllen–Edinburg–Mission.

## Geografia fisica
Olivarez è situata a 26°14′11″N 97°59′37″W (26.236325, -97.993523).
Secondo lo United States Census Bureau, ha un'area totale di 3,7 miglia quadrate (9,6 km²).

## Società

### Evoluzione demografica
Secondo il censimento del 2000, c'erano 2.445 persone, 511 nuclei familiari e 481 famiglie residenti nella città. La densità di popolazione era di 663,1 persone per miglio quadrato (255,8/km²). C'erano 562 unità abitative a una densità media di 152,4 per miglio quadrato (58,8/km²). La composizione etnica della città era formata dal 95,05% di bianchi, lo 0,04% di afroamericani, lo 0,78% di asiatici, il 3,48% di altre razze, e lo 0,65% di due o più etnie. Ispanici o latinos di qualunque razza erano il 97,22% della popolazione.
C'erano 511 nuclei familiari di cui il 70,8% aveva figli di età inferiore ai 18 anni, il 77,9% aveva coppie sposate conviventi, il 12,1% aveva un capofamiglia femmina senza marito, e il 5,7% erano non-famiglie. Il 4,5% di tutti i nuclei familiari erano individuali e l'1,4% aveva componenti con un'età di 65 anni o più che vivevano da soli. Il numero di componenti medio di un nucleo familiare era di 4,76 e quello di una famiglia era di 4,88.
La popolazione era composta dal 41,7% di persone sotto i 18 anni, il 13,0% di persone dai 18 ai 24 anni, il 27,6% di persone dai 25 ai 44 anni, il 13,7% di persone dai 45 ai 64 anni, e il 4,0% di persone di 65 anni o più. L'età media era di 22 anni. Per ogni 100 femmine c'erano 101,4 maschi. Per ogni 100 femmine dai 18 anni in giù, c'erano 99,4 maschi.
Il reddito medio di un nucleo familiare era di 28.636 dollari e quello di una famiglia era di 26.641 dollari. I maschi avevano un reddito medio di 20.809 dollari contro i 15.469 dollari delle femmine. Il reddito pro capite era di 7.294 dollari. Circa il 36,2% delle famiglie e il 41,1% della popolazione erano sotto la soglia di povertà, incluso il 49,5% di persone sotto i 18 anni e il 9,5% di persone di 65 anni o più.